# Rubus simplex
Rubus simplex es una especie de planta del género Rubus, perteneciente a la familia Rosaceae.

## Taxonomía
Rubus simplex fue descrita por Wilhelm Olbers Focke en 1890.

## Distribución
Se encuentra en el territorio centro y sur de China.